# 潮河 (鲁北)
潮河，中华人民共和国山东省的一条独流人海的人工河道，流经山东省滨州市与东营市。

## 流域
潮河因其下游穿越海潮沟而得名，是东营市河口区与滨州市沾化区的界河:720。